# Living in a Back Street
Living in a Back Street is achtste muziekalbum van The Spencer Davis Group. Nadat bij het vorig album de Spencer Davis Group heropgericht was, was dit album de zwanenzang van de groep. Het succes van de band uit het begin van de jaren zestig wordt niet meer gehaald.

## Musici
- Spencer Davis – zang, gitaar;
- Eddie Hardin – zang, toetsen;
- Ray Fenwick – zang, leadgitaar
- Charlie McCracken – zang, basgitaar (idem)
- Peter York – slagwerk.

Daarnaast aangevuld met Tony Coe op klarinet, Brian Dexter op accordeon en Martyn Ford op hoorn. Achtergrondzang wordt verzorgd door Doris Troy, Liza Strike en Ruby James.

## Composities
1. Living in a back street (Hardin / Fenwick) (3:26)
2. One night (Bartholomew / King) (3:16)
3. Hanging around (Hardin / Davis) (3:36)
4. No reason (Hardin / Jameson / Davis) (2:30)
5. Fastest thing on four wheels (Hardin / Fenwick) (4:33)
6. Back Street Boys (Hardin / Fenwick) (3:22)
7. Another day (Hardin / Fenwick) (3:10)
8. Sure need a helping hand (Hardin / Fenwick) (4:04)
9. We can give it a try (Hardin / Fenwick) (4:12)
10. Let's have a party (Robinson) (3:35)
11. We gan give it a try (demo) (2:49)
12. Living in a back street (3:21)
13. Fastest thing on four wheels (3:58)
14. Sure need a helping hand (3:58)
15. Hanging round (3:29)
16. One night (3:15)
17. Back Street Boys (3:18)
18. Another day (3:09)
19. Let's have a party (3:26)
20. We can give it a try (4:11)
21. No reason (2:30)
22. I can only stay a while / We can give it a try (3:46).

Track 11 - 22 zijn bonustracks bestaande uit alternatieve mixen; op track 11 spelen mee Miller Anderson en Gary Thain, toen nog Uriah Heep.